# ملونون
الملونون هم شعوب تعيش في مناطق جنوب أفريقيا، ناميبيا، بوتسوانا، و زيمبابوي متحدرين من جذور صحراوية أفريقية زنجية ولكن القانون الجنوب أفريقي لا يعتبرهم من السود لأن عرقهم ليس أسود بما فيه الكفاية. وبالحقيقة، هم متحدرين من جذور مختلطة مثل جذور هندية، أندونيسية، أوروبية، مالاوية وموزمبيقية الخ.

## استعمالات أخرى
المصطلح الأميركي colored ويعن الملونون يستعمل للإشارة إلى الأميركيين من أصول أفريقية فيما عدا ولاية لويزيانا حيث تستعمل للدلالة على الأميركيين من جذور أوروبية وأفريقية صحراوية. وهناك البعض الذين يعتبرون هذه التسمية مهينة. والمصطلح المفضل هو «أناس ملونون» (people of color). وفي كثير من الحالات، يشمل هذا المصطلح كل الأشخاص غير البيض مثل الآسيويين، الآميركيين الآصليين والآشخاص من أصول أفريقية.